# Andrea Arnold
Pour les articles homonymes, voir Arnold.
Andrea Arnold, née le 5 avril 1961 à Dartford (Kent), est une réalisatrice et scénariste britannique.
Connue pour son style réaliste, elle a été découverte en 1998 à la Semaine de la Critique à Cannes avec son court-métrage Milk, avant de remporter en 2004 l'Oscar du meilleur court métrage en prises de vues réelles pour Wasp. Elle décroche ensuite trois fois le Prix du jury du Festival de Cannes pour Red Road en 2006, Fish Tank en 2009 et American Honey en 2016.

## Biographie
Elle grandit en périphérie de Londres, avec sa mère célibataire et ses trois frères et sœurs. Elle occupe d'abord des petits boulots, notamment danseuse.
Andrea Arnold devient réalisatrice après une carrière à la télévision, où elle animait une émission pour enfants. En mai 1998, elle présente son court-métrage Milk à la 37e Semaine de la Critique à Cannes. Elle obtient l'Oscar du meilleur court métrage en prises de vues réelles en 2004 pour Wasp et a été invitée à rejoindre l'Academy of Motion Picture Arts and Sciences (branche Live Action Short Films) en 2005. Elle réalise en 2006 et 2009 Red Road et Fish Tank, deux films récompensés par le Prix du Jury au Festival de Cannes qui dépeignent la détresse sociale de la banlieue britannique.
En 2011, elle réalise une adaptation du roman d'Emily Brontë, Les Hauts de Hurlevent (Wuthering Heights).
Toujours à Cannes, elle remporte pour la troisième fois, en 2016, le Prix du Jury grâce à American Honey qui évoque le parcours d'une jeune fille intégrant un groupe de marginaux nomades dans l'Amérique profonde.
Habituée aux petits budgets, elle réalise la deuxième saison de Big Little Lies pour HBO en 2019. Un Carrosse d'or récompense l'ensemble de sa carrière lors du Festival de Cannes 2024.

### Festivals
Elle est membre du jury au Festival de Cannes 2012, sous la présidence de Nanni Moretti. 
En 2013, elle est jurée lors de la 70e Mostra de Venise, présidé par Bernardo Bertolucci. 
En 2014, elle préside le jury de la Semaine de la critique à Cannes. 
En 2017, elle préside le jury du 61e Festival de Londres. La même année elle doit présider le jury du 9e Festival de cinéma européen des Arcs. Retenue sur un tournage, elle est remplacée par Céline Sciamma.
En 2021, elle préside le jury Un Certain Regard du Festival de Cannes.

## Filmographie

### Réalisatrice
- 1998 : Milk (court-métrage)
- 2001 : Dog (court-métrage)
- 2003 : Wasp (court-métrage)
- 2006 : Red Road
- 2009 : Fish Tank
- 2011 : Les Hauts de Hurlevent (Wuthering Heights)
- 2016 : American Honey
- 2019 : Big Little Lies, saison 2 (7 épisodes)
- 2021 : Cow (documentaire)
- 2024 : Bird

Prochainement
- 2025 : Featherwood

### Scénariste
- 1982 : No 73, série télévisée
- 1990 : A Beetle called Derek, série télévisée
- 1998 : Milk, court-métrage
- 2001 : Dog, court-métrage
- 2002 : Bedbugs, court-métrage télévisé
- 2003 : Wasp, court-métrage
- 2006 : Red Road
- 2009 : Fish Tank
- 2011 : Les Hauts de Hurlevent (Wuthering Heights)
- 2016 : American Honey

## Distinctions
En 2011, elle est faite Officier de l'Ordre de l'Empire britannique (OBE) pour services rendus à l'industrie du cinéma britannique.
Pour Wasp
- Oscar du meilleur court métrage en prises de vues réelles en 2005
- Festival international du film des Bermudes 2004 : prix du court-métrage
- Festival du film de Cambridge 2004 : prix du public du meilleur court-métrage
- Festival du film international de Cork 2004 : prix du jury international du court-métrage et prix du jeune jury du court-métrage
- Festival du film de Cracovie 2004 : prix Don Quixote avec mention spéciale et dragon d'or
- Festival international de films de femmes de Créteil 2004 : prix du meilleur court-métrage européen avec mention
- Festival international du court-métrage d'Oberhausen 2004 : prix principal, prix du jury œcuménique avec mention honorable et prix du ministère du développement, de la culture et des sports
- Festival international du court-métrage de Palm Springs 2004 : prix du meilleur film
- Semaine du court-métrage de Ratisbonne 2004 : prix du meilleur court-métrage international
- Festival du film de Stockholm 2003 : prix du meilleur court-métrage
- Festival du film de Sundance 2005 : prix de la meilleure réalisation pour un court-métrage
- Festival mondial du court-métrage de Toronto 2004 : prix du meilleur court-métrage en prises de vue réelles

Pour Red Road
- BAFTA 2007 : Carl Foreman Award du nouveau venu le plus prometteur
- BAFTA Scotland 2006 : prix du meilleur réalisateur et prix du meilleur scénario pour
- British Independent Film Awards 2006 : nommée au Douglas Hickox Award
- Coup de cœur du Festival du film britannique de Dinard 2006
- Festival de Cannes 2006 : Prix du Jury
- London Critics Circle Film Awards : nommé au prix du meilleur réalisateur et remporte le prix du meilleur nouveau venu
- Festival du film de Londres : Trophée Sutherland

Pour Fish Tank
- Festival de Cannes 2009 : Prix du Jury
- BAFTA : BAFTA du meilleur film britannique
- British Independent Film Awards 2009 : Meilleur réalisateur

Pour American Honey
- Festival de Cannes 2016 : Prix du Jury
- British Independent Film Awards 2016 : Meilleur réalisateur

Pour sa carrière
- Festival de Cannes 2024 : Carrosse d'or